# 柔佛河大桥
柔佛河大桥是位于马来西亚柔佛州一座跨越柔佛河的双塔单索面斜拉桥， 士乃－迪沙鲁大道经过该桥，桥长1,708米，连接柔佛河西岸的新山县和东岸的哥打丁宜县，于2011年6月10日开通。该桥是目前马来西亚主跨最长的桥梁，同时也是仅次于霹雳州天定河大桥的马来西亚第二长桥梁。

## 历史
大桥于2006年正式开工建设，并于2010年12月9日成功合拢。

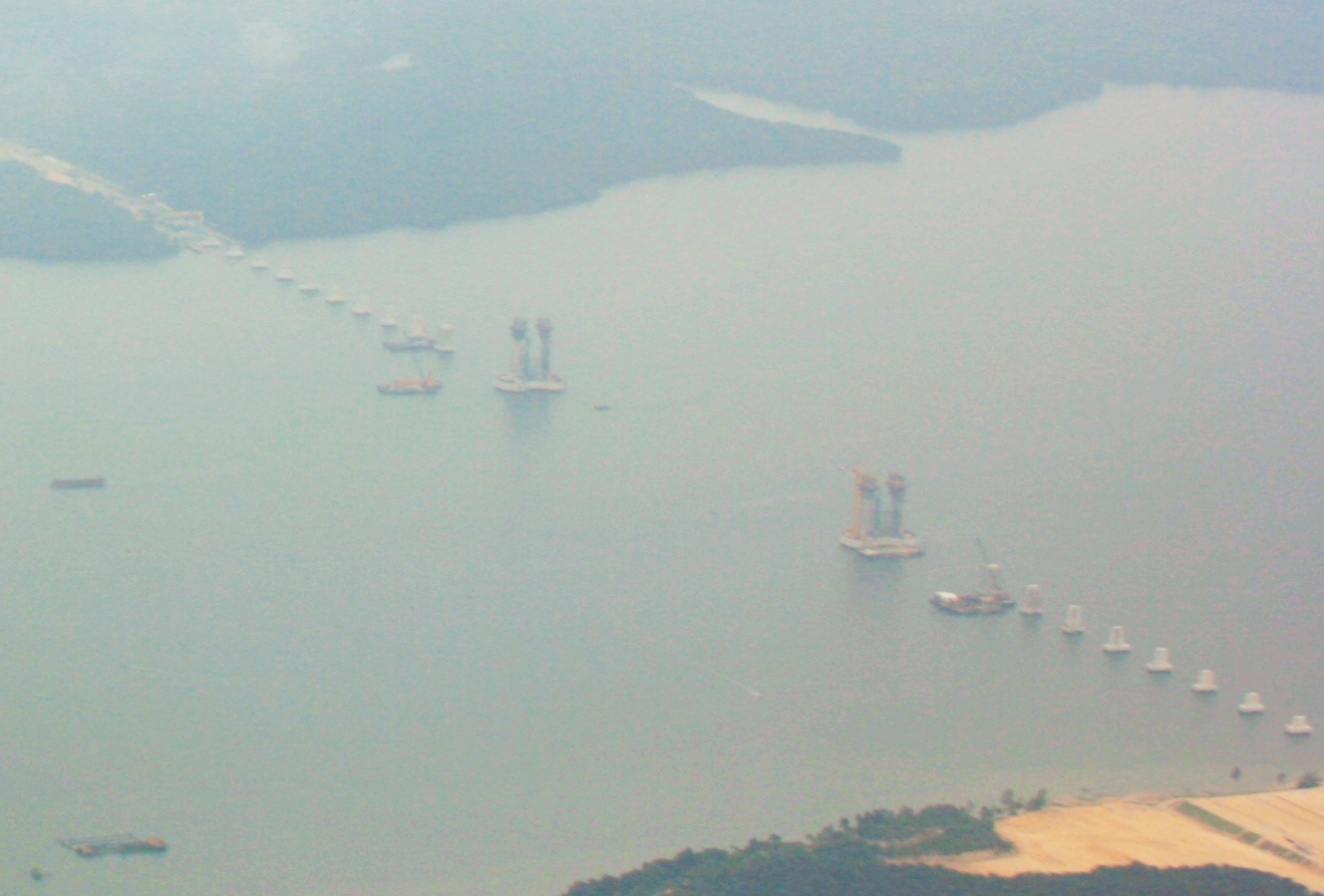
建设中的柔佛河大桥（2007年10月）
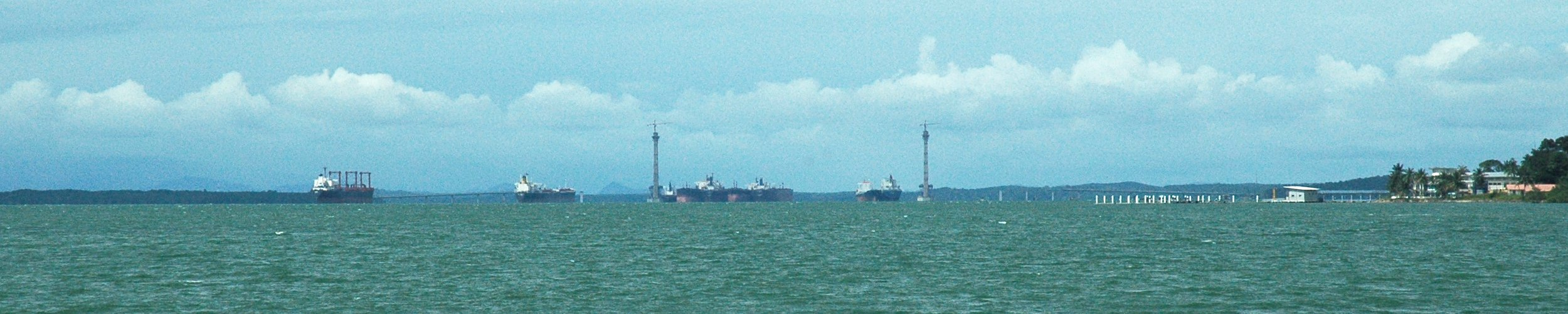
建设中的柔佛河大桥（2009年1月）

## 设计
柔佛河大桥的设计由联熹工程与建筑私人有限公司（英語：Ranhill Engineers and Constructors Sdn Bhd）与丹麦科威公司的合资企业承担。桥型为双塔单索面斜拉桥，主跨500米及两边跨各119.5米采用钢-混凝土结合梁，上部为预制混凝土桥面板，下部为钢加劲箱梁，全长739米；其余边跨（两侧各长484米）采用混凝土箱梁。
- 桥长：1,708米
- 主跨：500米
- 钢加劲箱梁长度：739米
- 混凝土箱梁长度：484×2=968米
- 桥面宽度：23.16米
- 桥塔高度：143米